# Opòssum cuacurt de cap vermell
L'opòssum cuacurt de cap vermell (Monodelphis scalops) és una espècie d'opòssum de Sud-amèrica. Viu a l'Argentina i el Brasil.